# Авара (Фукуй)

36°12′41″ пн. ш. 136°13′44″ сх. д. / 36.21139° пн. ш. 136.22889° сх. д.
Ава́ра (яп. あわら市, あわらし, МФА: [awaɾa ɕi̥]) — місто в Японії, в префектурі Фукуй.

## Короткі відомості
Розташоване в північно-східній частині префектури, на березі Японського моря. Виникло на основі середньовічного прихрамового містечка біля буддистського монастиря Йосідзакі-ґобо. В ранньому новому часі було постоялим містечком. Засноване 2004 року шляхом об'єднання містечок Авара й Канадзу. Основою економіки є сільське господарство, рибальство, харчова промисловість, комерція. В місті розташовані численні гарячі джерела. Станом на 1 червня 2009 площа міста становила 116,99 км². Станом на 1 липня 2011 населення міста становило 29 836 осіб.